# François Marc
 (février 2013).
Si vous disposez d'ouvrages ou d'articles de référence ou si vous connaissez des sites web de qualité traitant du thème abordé ici, merci de compléter l'article en donnant les références utiles à sa vérifiabilité et en les liant à la section « Notes et références ».
Pour les articles homonymes, voir Marc.
François Marc, né le 19 mars 1950 à Plougoulm, est un professeur d'université et homme politique français. Il est élu sénateur le 27 septembre 1998 et réélu le 21 septembre 2008 (il est Rapporteur général de la Commission des Finances du Sénat de 2012 à 2014) puis réélu à nouveau le 28 septembre 2014 jusqu'au 24 septembre 2017, date à laquelle il a décidé de cesser ses fonctions au Sénat.

## Fonctions
- Maire de La Roche-Maurice de 1983 à 2001.
- Sénateur du Finistère (Bretagne) de 1998 à 2017, Membre du groupe socialiste
  - Rapporteur Général de la commission des finances (de 2012 à 2014).
- Conseiller général du Finistère (canton : Ploudiry) (de 1988 à 2015) - Délégué au développement des réseaux et usages des technologies numériques[2]

## Vie politique
Titulaire d'un Doctorat en Économie et Administration et d'un Doctorat d'État en Sciences de gestion, François Marc est professeur en Sciences de gestion à l’Université de Bretagne occidentale. De 1986 à 1989, il est Doyen de la Faculté de Droit et de Sciences Économiques de Brest. Puis il assume, de 1990 à 1999, la responsabilité du DESS « Gestion des PME exportatrices » et participe à la création de l’IAE.
François Marc est maire de sa commune, La Roche Maurice, de 1983 à 2001. En 1988, il devient Conseiller Général du Finistère. En 1995, il devient le 1er président de la Communauté de communes du Pays de Landerneau-Daoulas jusqu'en 1998, où il est élu Sénateur du Finistère. La même année, il devient vice-président du Conseil Général du Finistère, chargé de la Commission des Finances. De 2001 à 2014, il est Président de l’Union des Élus Socialistes et Républicains du Finistère (UESR 29, http://www.uesr29.fr/).
Il soutient la candidature de Ségolène Royal à l'investiture du Parti socialiste pour la présidentielle de 2007. Son expertise en matière de fiscalité, et notamment sur les finances locales, lui a valu de faire partie, aux côtés de Dominique Strauss-Kahn et de Didier Migaud, du groupe de travail sur la fiscalité, désigné par Ségolène Royal. Leurs propositions dans ce domaine constituent l'architecture du programme fiscal de la candidate dans la campagne présidentielle de 2007.
En recueillant 87,44 % des suffrages dès le 1er tour, François Marc est réélu en 2008 conseiller général du canton de Ploudiry, et est reconduit dans ses fonctions de vice-président du Conseil général du Finistère. 
En mai 2008, il est désigné par le Parti socialiste comme tête de liste aux élections sénatoriales et est réélu avec 2 de ses colistiers, obtenant ainsi contre les pronostics du moment 3 des 4 sièges attribués au Finistère.
Lors des primaires socialistes de 2011, il apporte son soutien à François Hollande. Il fait partie du pôle thématique « Budget, Finances, Fiscalité » dans l’équipe de campagne de François Hollande pour l’élection présidentielle 2012.
Le 19 juin 2012, il est désigné par le groupe SOC au poste de rapporteur général de la commission des finances du Sénat, élu le lendemain, il exerce la fonction jusqu'en 2014.

## Anciens mandats
- Maire de La Roche-Maurice durant 18 ans
- Président du SIVOM puis de la Communauté des communes de Landerneau Daoulas